# Arthur Edwin Kennelly

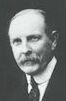
Arthur Edwin Kennelly (1922)

Arthur Edwin Kennelly (* 17. Dezember 1861 in Colaba (Mumbai), Indien; † 18. Juni 1939 in Boston) war ein US-amerikanischer Elektroingenieur.
Bereits in jungen Jahren zeigte er großes Interesse an dem sich schnell ausweitenden Gebiet der Elektrizität. Im Alter von 26 Jahren, 1887, ging Kennelly in die USA und wurde dort Assistent von Thomas Alva Edison, bis er sich 1894 als beratender Ingenieur selbständig machte.
Seine Bedeutung auf dem Gebiet der Elektrizität liegt wie bei Oliver Heaviside und Carl Steinmetz nicht so sehr in der Konstruktion neuer elektrischer Geräte, sondern besteht in der Anwendung der Mathematik zum Verständnis des Verhaltens elektrischer Schaltkreise. Kennellys Veröffentlichung „Impedance“ 1893 erlaubte die Anwendung von komplexen Zahlen bei der Beschreibung von Wechselströmen. Auf ihn geht die angloamerikanische Bezeichnung Daraf, „Farad“ rückwärts gelesen, für den Kehrwert der Einheit Farad zurück.
Bekannt wurde er 1902 durch seine Vorhersage einer leitenden Schicht aus elektrisch geladenen Teilchen in der Ionosphäre, die er aus Experimenten von Guglielmo Marconi mit drahtloser Nachrichtenübermittlung und aus einigen Theorien ableitete. Die Radiowellen überbrückten dabei nach seinen korrekten Vorstellungen die Versuchsstrecke England-Neufundland durch Reflexion an dieser Schicht. Diese Annahme war eine Erweiterung der Vermutungen von Balfour Stewart und wurden einige Monate später auch von Heaviside vertreten und veröffentlicht. Deshalb wird die Ionosphärenschicht, an der Radiowellen reflektiert und dadurch erst größere Reichweiten auf der gekrümmten Erdoberfläche möglich werden, Kennelly-Heaviside-Schicht genannt.
1896 wurde Kennelly in die American Philosophical Society, 1905 in die American Academy of Arts and Sciences und 1921 in die National Academy of Sciences gewählt. 1933 erhielt er die Edison-Medaille des American Institute of Electrical Engineers.